# Sierra Segundera
La sierra Segundera es un conjunto montañoso perteneciente a los montes de León del macizo Galaico-Leonés, situado en la provincia de Zamora (Castilla y León, España).

## Ubicación
Su existencia marca los límites entre la cuenca del Sil, con los ríos Jares y Bibey, y la cuenca del Esla, con el río Tera. Está separada de la sierra de la Cabrera por el valle del río Tera. Se eleva casi paralela a la sierra de Porto, y se extiende en dirección nordeste a sudoeste, siendo su contorno de considerable anchura.

### Morfología
Una de sus principales características morfológicas reside en las importantes huellas que el glaciarismo del cuaternario ha dejado en sus rocas. Estas montañas estuvieron cubiertas durante los periodos glaciales por un campo de hielo (glaciar de meseta) de cientos de metros de espesor que se derramaba en forma de lenguas de hielo por los valles circundantes, siendo la fuerte presión de estos hielos la que consiguió excavar la cuenca donde hoy se encuentra el lago de Sanabria, formando así un sistema glaciar completo. Por este motivo, aún conserva el mayor conjunto de lagunas de origen glaciar de España, después de los Pirineos, aparte de poseer uno de los conjuntos de turberas mejor conservados de la península. Entre las lagunas, se encuentraqn las de los Malladones, Pencina, Pico, Sotillo, Clara, Camposagado, Cárdena, Río Pequeño, Garandones, Raya, Mancas, Pies Juntos, Cuadro y Lacillo.

## Cumbres
Entre sus principales cumbres destacan la Peña Trevinca (2127 m), el Moncalvo (2044 m), Moncalvillo (2039 m), las Marras (1968 m), Cabril (1850 m), Alto del Xurvial (2048 m), Las Tres Marías (1986 m), Valdecasares (1844 m) y otras de menor elevación.

## Clima
Desde el punto de vista climatológico, sus inviernos se caracterizan por ser muy fríos, duros y nivosos (con temperaturas que pueden llegar a alcanzar los -20 °C), con fuertes ventiscas de agua y nieve, y veranos cortos pero con agradables temperaturas, mientras que el otoño y la primavera suelen ser húmedos, neblinosos y lluviosos.

## Vegetación
Cuenta con una vegetación de notable riqueza, de transición entre la región mediterránea y la región eurosiberiana; entre la que destacan las especies arbóreas y arbustivas: zarza, brezo, piorno, roble, abedul, avellano, aliso, fresno, acebo, serbal, tejo y castaño. 

## Fauna
De entre su fauna, cuenta con la presencia de ejemplares de corzo, jabalí, nutria, tejón, turón y lobo, entre otros vertebrados. 